# 茂住駅
茂住駅（もずみえき）は、岐阜県飛騨市神岡町西茂住にあった神岡鉄道神岡線の駅。
神岡線の廃線により、2006年（平成18年）に廃駅となった。

## 歴史
ここには神岡鉱山茂住坑があり亜鉛や鉛などを産出していた。その鉱石運搬用に猪谷駅から軽便鉄道（神岡軌道）が延びていたが、1966年に開業した日本国有鉄道（国鉄）神岡線による輸送に切り替えられ、翌年廃止された。なお、神岡鉱山の採掘は2001年に中止されている。

### 年表
- 1966年（昭和41年）10月6日：日本国有鉄道（国鉄）神岡線の駅として開業[1]。旅客・貨物の取扱を開始[1]。
- 1971年（昭和46年）10月1日：貨物の取扱を廃止[1][2]。無人駅となる[3]。
- 1984年（昭和59年）8月1日：神岡鉄道に転換[1]。
- 2006年（平成18年）12月1日：廃止。

## 駅構造
地上駅。開業当初は島式ホーム1面2線を有したが、のちに駅舎側の1線が撤去され1面1線となった。ホームから駅舎へはこの名残で線路のない構内踏切を通って至った。
駅舎はブロック造りで内部には待合所のほか駅事務室やトイレがあり、待合所の内部には出札口もあったが、無人駅とされてからは駅事務室は閉鎖、出札口は板で閉じられていた。改札の柵も撤去され、トイレは鍵がかけられたが待合所内部の小荷物窓口はそのまま残されていた。
ホーム上に福禄寿の木像を奉った祠が置かれていた。

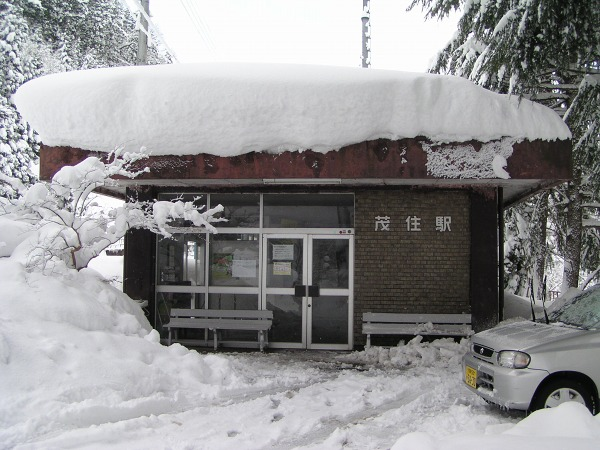
冬の茂住駅（2005年12月）

## 駅周辺
駅は集落とは高原川を挟んで反対側の川岸に位置し、駅前と集落とを大きな橋が結ぶ。東京大学宇宙線研究所附属神岡宇宙素粒子研究施設やスーパーカミオカンデの最寄り駅となっていた。
- 神岡鉱山茂住坑
- 金竜寺（金森宗貞邸址）
- 国道41号

## 隣の駅
神岡鉄道
神岡線
飛騨中山駅 - 茂住駅 - 漆山駅